# Kerbela turcomanica
Kerbela turcomanica is een vlinder uit de familie van de grasmotten (Crambidae). De wetenschappelijke naam van deze soort is voor het eerst voorgesteld door Hugo Theodor Christoph in een publicatie uit 1876.
De soort komt voor in Turkmenistan.